# Maadi (jaciment arqueològic)
Maadi és un jaciment arqueològic de l'Eneolític proper al Caire, capital d'Egipte. Fou investigat entre 1930 i 1948, però no s'hi definí cap seqüència cronològica coherent. Des de mitjan dècada del 1980, se'n feren noves excavacions a la part oest en resposta a la progressiva destrucció per l'ocupació moderna.

## Situació
Maadi es troba al marge oest del Nil, al sud del Caire, a 10 km al nord d'Omari en un cim a l'entrada del Uadi Tu, per això és fora de l'abast de les zones subjectes a la inundació del riu. Fou un dels majors jaciments excavats del període predinàstic del Baix Egipte i per la seua situació tenia rellevància com a comunitat agrícola, artesana i metal·lúrgica i com a punt de connexió en el comerç entre l'Alt Egipte i l'Orient Pròxim. L'ecologia de la zona és rica en fauna i flora oriünda de la plana del riu i àrees extenses del rerepaís desèrtic. Comprén una zona de 18 hectàrees i tenia una població de menys de mil persones.

## Característiques
Data del començament del IV mil·lenni ae
i és contemporani de Naqada I-IIB. Fou excavat parcialment. La seua organització mostra pocs senyals de planificació urbana i no hi ha indicis de separació d'àrees per activitats específiques (econòmica, ritual, residencial). Sembla les "restes d'una ciutat en expansió" i consta d'un jaciment principal connectat a un cementeri i un de secundari unit a un altre cementeri. Enclou cabanes ovals, estructures en forma de ferradura, cases subterrànies, estructures rectangulars (potser corrals), fumerals i sitges (als extrems de l'assentament). Els edificis subterranis són semblants als de la cultura de Bersebà.
Com que té edificis d'emmagatzematge ben desenvolupats, es va proposar que era una societat ben organitzada basada en activitats amb un elaborat sistema d'emmagatzematge. S'empraren rajoles assecades al sol i pedres amb argamassa per a construir els edificis i la diversitat de les formes de les estructures pot indicar diferenciació social; la tècnica de la tova pot haver estat inventada al Llevant i importada a Egipte. Les palissades i llargues tanques estretes formaven part de les defenses de la ciutat, però hi ha evidència que fou saquejada i cremada almenys una volta. No hi ha clars indicis que Maadi tingués activitats metal·lúrgiques, però per la seua posició es pensa que fou un centre d'importació, manufactura i expansió del coure. Buto, al delta, va produir molt de material lític i ceràmic comparable al de Maadi.
A Buto, Maadi i Per-Banebdjedet es trobà ceràmica fibrosa atípica.[11] En els estrats inferiors de Maadi, hi ha betum probablement provinent de la mar Morta, de Palestina.
De les seues restes faunístiques (7.595 en total), el 79,5% eren d'animals domesticats, mentre que la resta eren de peixos (el 10,6%), mol·luscs (el 7,5%) i animals salvatges (el 2,4%).[13] Comparant amb altres jaciments i amb l'anàlisi osteològica dels ossos, es va concloure que dels animals domèstics els porcs eren destinats al consum de carn, mentre que els bovins i ovelles i cabres produïen llet i llana.[14] Dels ossos d'animals domesticats (6.038 en total), el 20,6% són porcs, 38,3 són bòvids i el 41,1% són ovelles i cabres.[15] Hi ha alguns exemples de figuretes animals trobades a Maadi, però pel que sembla són diferents de les coetànies del sud del Llevant.

Vasos llevantins trobats a Maadi
Ossos de bagre en un vas de Maadi